# Марко Лопушина
Марко Лопушина (Рашка, 1951) српски је новинар, истраживач и историчар, познат по низу књига о новијој српској историји, дијаспори, као и тајним службама и њиховој улози у савременој српској политици.
Одликован је златном Медаљом за заслуге (2024).

## Књиге

### Штампане књиге
- Најзагонетније југословенске убице, “Владимир Аврамовић”, Крагујевац, 1987.
- Сви Срби света, са др Владом Гречићем, издавач “Принцип”, Београд, 1994.
- Убиј ближњег свог 1, /о југословенској тајној полицији/, “Народна књига”, Београд, 1996, 1997, 1999.
- Убиј ближњег свог 2, /о страним шпијунима у СФРЈ и СРЈ/, “Народна књига”, Београд, 1997, 1999.
- Убиј ближњег свог 3, /о југословенском подземљу од 1945. до 2000. године/, “Народна књига”, Београд, 1998, 2000.
- ЦИА против Југославије, “Књига комерц”, Београд, 1997, 2000, 2003.
- Сви Срби света — водич кроз дијаспору, “Легенда” Чачак, 1998.
- Тајне службе света, “Народна књига”, Београд, 1999.
- ОВК-УЧК против Југославије, “Легенда”, Чачак, 1999, 2001.
- Сигурими против Југославије, “Легенда”, Чачак, 1999.
- Балканска смрт — шиптарска наркомафија, “Народна књига”, Београд, 1999, 2000.
- Најбогатији Срби света, “Легенда”, Чачак, 1999, 2000, 2003.
- Све мафије света, ”Књига комерц”, Београд, 2000.
- Унутрашњи тероризам, са Брусом Хофманом, “Народна књига”, Београд, 2000.
- Лов на Милошевића, “Књига комерц”, Београд, 2000, 2001.
- КГБ против Југославије, “Евро”, Београд, 2000, 2001.
- Ко је ко у YU подземљу, “Зограф”, Ниш, 2000, 2001.
- Срби у Америци, “Евро”, Београд, 2000, 2001.
- Командант Аркан, “Легенда”, Чачак, двадесет издања 2000-2020.
- Тајне српске полиције, “Евро”, Београд, 2001, 2003.
- Светска енциклопедија подземља, “Књига комерц”, Београд, 2001.
- Сачекуша – Крваво срце Београда, “Народна књига”, Београд, 2001.
- Радован Караџић — најтраженија српска глава, “Зограф”, Ниш, 2002.
- Убиј ближњег свог 4: Југословенска тајна полиција 1945-2002, “Народна књига”, Београд, 2002.
- Тајни ратници екс Југославије, “Евро”, Београд, 2003.
- Српска мафија, “Зограф”, Ниш, 2003.
- ФБИ и Срби, “Народна књига”, Београд, 2003.
- Црногорски клан, “Народна књига”, Београд, 2003.
- Енциклопедија шпијунаже, “Зограф”, Ниш, 2003.
- Српска братска помоћ у САД и Канади, Српска братска помоћ, Чикаго, 2003.
- Цеца — између љубави и мржње, “Евро”, Београд, 2003, 2004.
- Фудбал јачи од живота, приватно издање, 2003.
- Албанска мафија, “Народна књига”, Београд, 2004.
- Срби у дијаспори — адресар, “Легенда”, Чачак, 2004.
- Легија и Земунски клан, “Књига комерц”, Београд, три издања од 2004.
- КОС — тајне војне службе безбедности, “Евро”, Београд, 2004.
- Мило — једна европска прича, “Зограф”, Ниш, 2005.
- Тајне службе света, “Књига комерц”, Београд, 2005.
- Мафије света, “Књига комерц”, Београд, 2005.
- Српске сачекуше, “Народна књига”, Београд, 2005.
- Срби харају светом, “Евро”, Београд, 2006.
- Тајне службе Србије I–III, “Народна књига”, Београд, 2006.
- Ловци на Ратка Младића, “Зограф”, Ниш, 2006.
- Илустрована историја српске дијаспоре, “Евро”, Београд, 2006.
- Терористи света, “Књига комерц”, Београд, 2006.
- Хотел Москва, штампарија “Драгић”, Зрењанин, 2007.
- Срби у САД од 1815. до 2010., “Прометеј”, Нови Сад, 2009.
- Масони у Србији, “Књига комерц”, Београд, 2010.
- ЦИА у Србији, “Књига комерц”, Београд, 2010.
- Британска превара: MI6 у Србији, “Књига комерц”, Београд, 2011.
- Срби у Аустралији, “Прометеј”, Нови Сад, 2012.
- Срби у Скандинавији, “Прометеј”, Нови Сад, 2012.
- Срби у Источној Европи, “Прометеј”, Нови Сад, 2013.
- Убице у име државе, “Прометеј”, Нови Сад, 2013.
- Шпијуни мајке Србије, “Прометеј”, Нови Сад, 2013.
- Цензура у Србији, “Прометеј”, Нови Сад, 2014.
- Теслин народ, сценарио за филм и књига, 2014.
- Аркан, сценарио за филм, 2014.
- Братство светог Јована, “Прометеј”, Нови Сад, 2014.
- Енциклопедија српске дијаспоре, “Службени гласник”, Београд, 2015.
- Тајна друштва Србије, “Прометеј”, Нови Сад, 2015.
- Принц Чарлс и Срби, “Прометеј”, Нови Сад, 2016.
- Стаклени мир, “Прометеј”, Нови Сад, 2017.
- Срби у Немачкој, “Прометеј”, Нови Сад, 2018.
- Тапи, приватно издање масона, 2018.
- Витезови темплари Србије, приватно издање темплара, 2019.
- Тајни чувари хришћанства, “Прометеј”, Нови Сад, 2019.
- Срби у Аустрији, коаутор Светлана Матић, “Прометеј”, Нови Сад, 2019.[3]
- Српски инферно, Штампарија ИП, Београд, 2019.
- Срби у Берлину, “Прометеј”, Нови Сад, 2020.[4]
- Холивудски доктор, 2020.
- Пупинов народ, сценарио за документарни филм, 2020.

### Дигитална издања
- Убиј ближњег свог, „Теа“, Београд, 2014.
- Црногорски клан, „Теа“, Београд, 2015.
- Командант Аркан, „Теа“, Београд, 2016.

### Приређивач
Лопушина је приредио следеће књиге:
- Хотел Парк, првих 80 година, Нови Сад, 2010.
- Аутобиографија Мире и Слободана Павловића: Иди сине али се не враћај, приватно издање, 2010.
- Командос или Синови издате Србије, аутобиографија Николе Каваје приватно издање, 2011.
- Људи у црном, исповест Манојла Батана Богићевића, “Легенда”, Чачак, 2012.
- Пурпурна река, исповест Цветана Слепчева, “Народна књига”, Београд, 2013.
- Била сам жена Брозовог шпијуна Душанке Прокић, приватно издање, 2013.
- Велика српска завера, односно казивања Душана Михајловића Повленске магле, приватно издање, 2014.
- Породица Драгић, 2014.
- Принцеза тротоара, младе Земунке Сашке Крајнц, приватно издање, 2014.
- Краљ Чукарице о Жики Михаиловићу Муштикли, 2014.
- Витез братства св. Јован, Јовица Андонов, 2016.
- Тајна рајских вртова, Дијана Ертл из Минхена, “Прометеј”, Нови Сад, 2019.